# Torslundaplåtarna

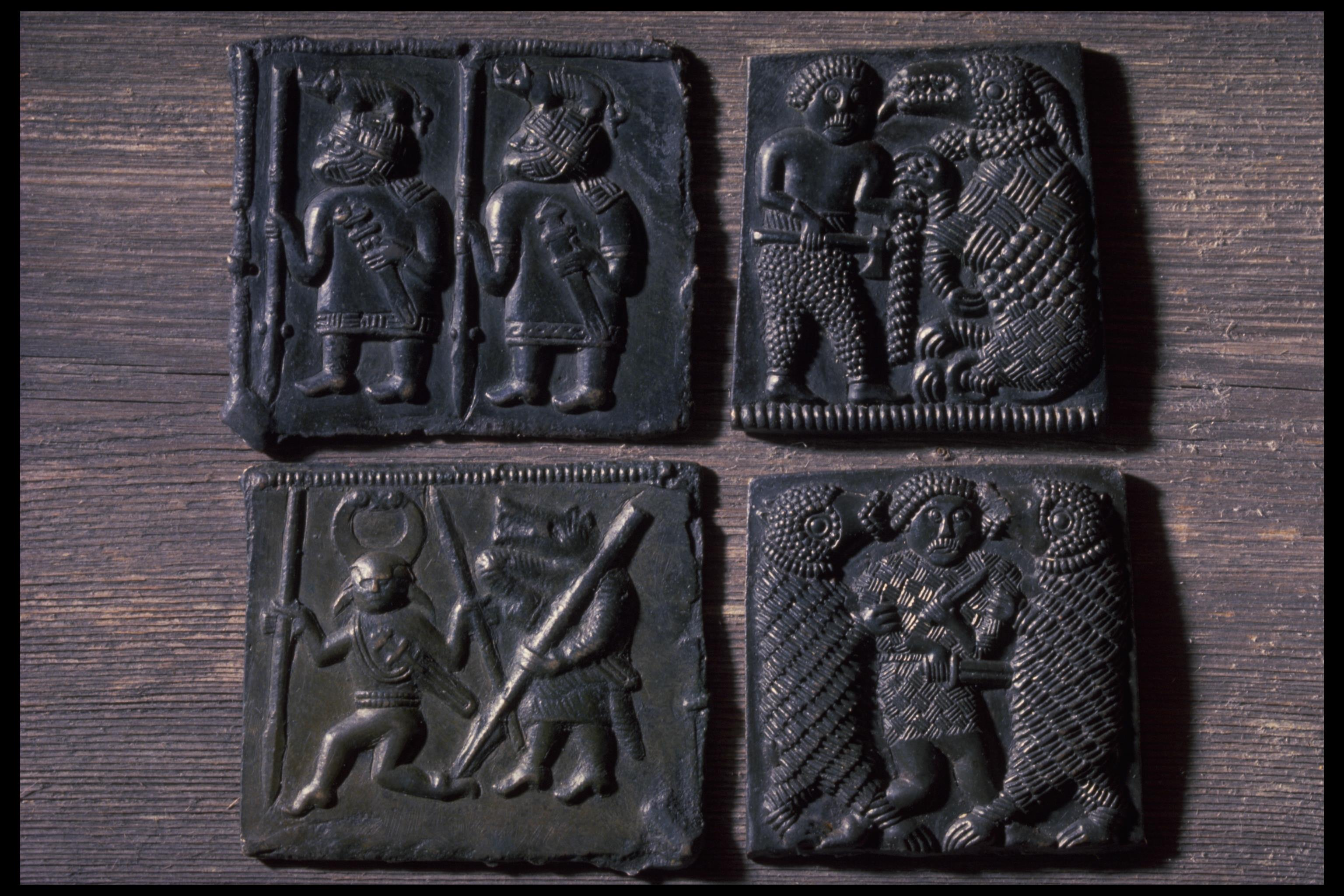
Torslundaplåtarna.

Torslundaplåtarna är ett fornfynd som består av fyra bronsplåtar med figurativa motiv som påträffades 1874 i Björnhovda i Torslunda socken på Öland. De förvaras i Guldrummet på Statens historiska museum i Stockholm. Bronsplåtarna är patriser, det vill säga en sorts stämplar som använts för framställning av pressblecksdekor. Bilderna anspelar sannolikt på samtida myter eller sagor. Förgyllda bleck av detta slag användes bland annat på särskilt praktfulla hjälmar under vendeltiden (550–800 e.Kr.).

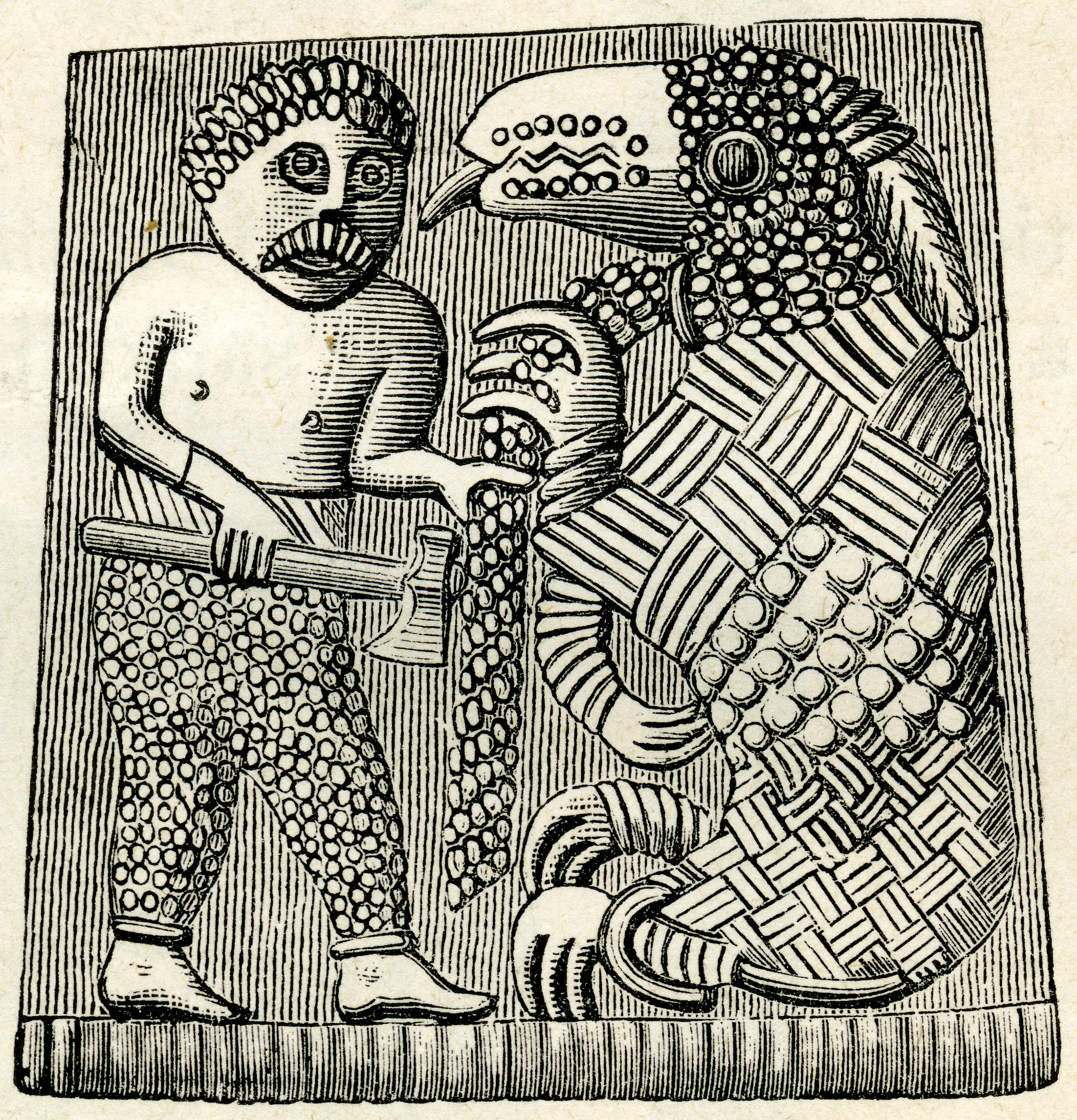
En man med yxa i höger hand och ett tjockt rep i vänster. Repet sluter sig om halsen på ett stort djur som sitter på bakbenen.
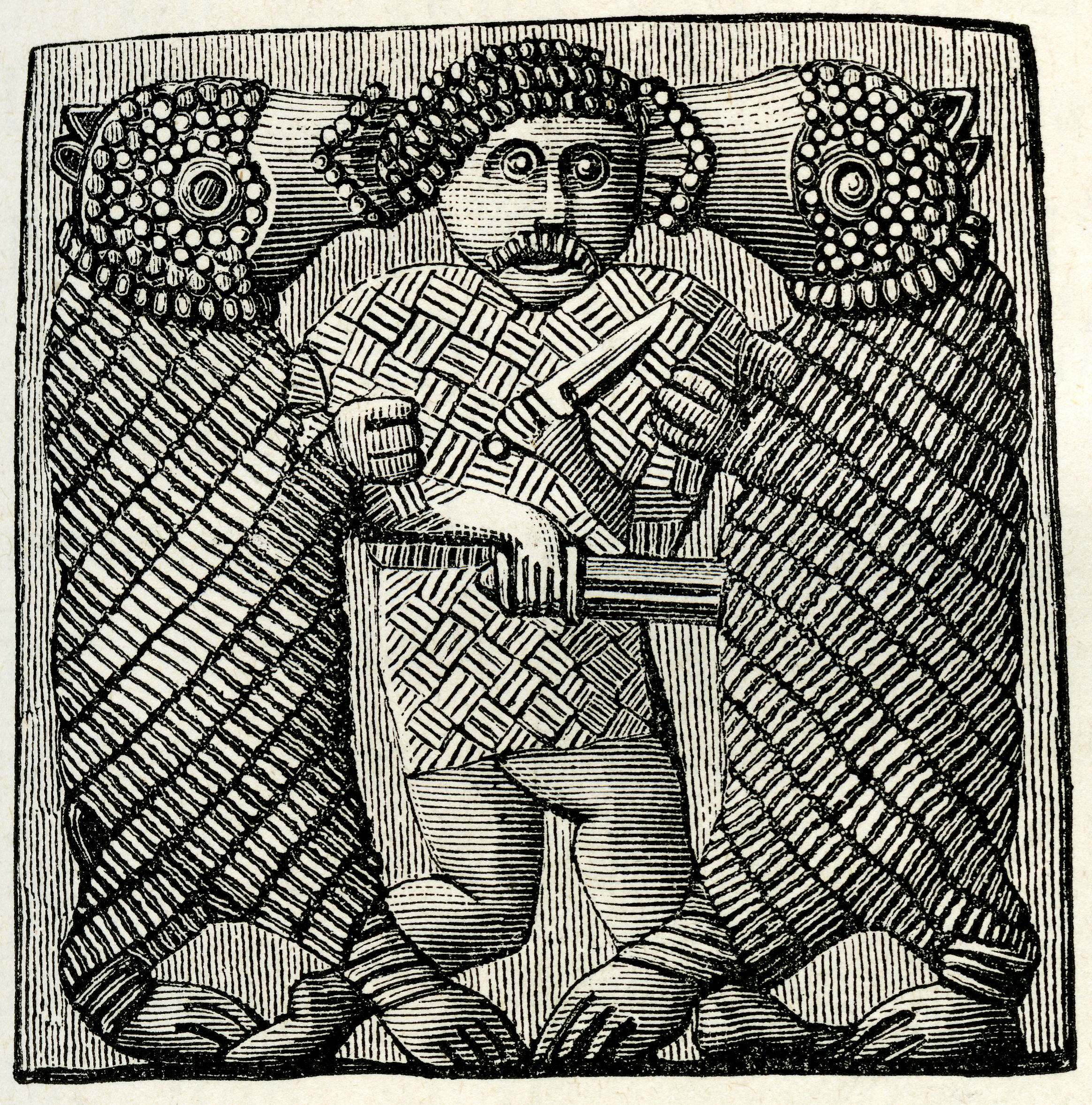
En man mitt emellan två djur som står på bakbenen. I vänster hand bär han en dolk, i den högra ett blottat svärd som han sticker i det ena djuret.
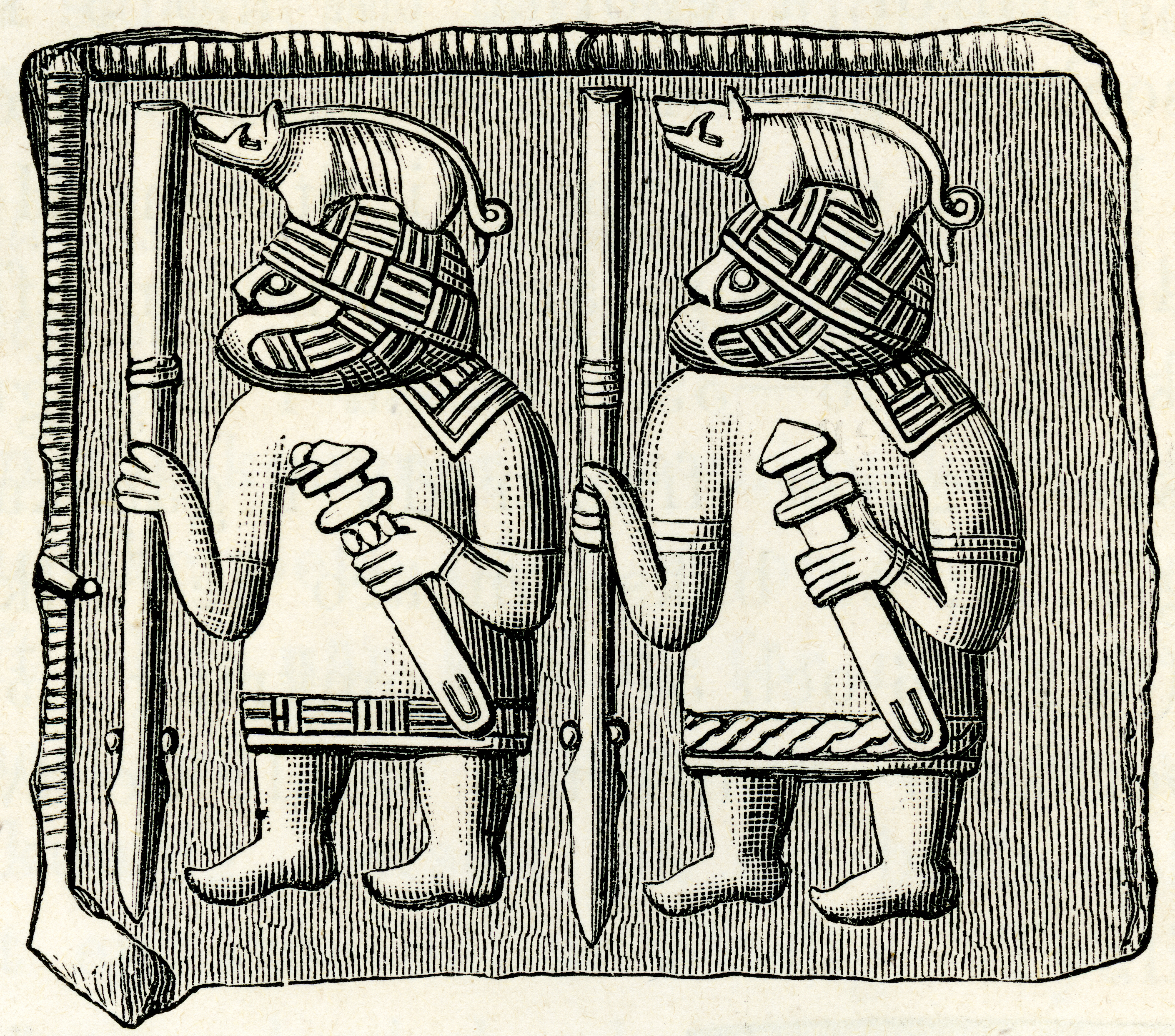
Två män som går åt samma håll och är likadant klädda. De har kortärmade tröjor som räcker till knäna och som nedtill är prydda med bred bräm. På huvudet bär de hjälmar som överst är prydda med vildsvin. I höger hand håller de var sitt spjut vars spetsar är vända nedåt och i vänster hand var sitt svärd i sin slida.
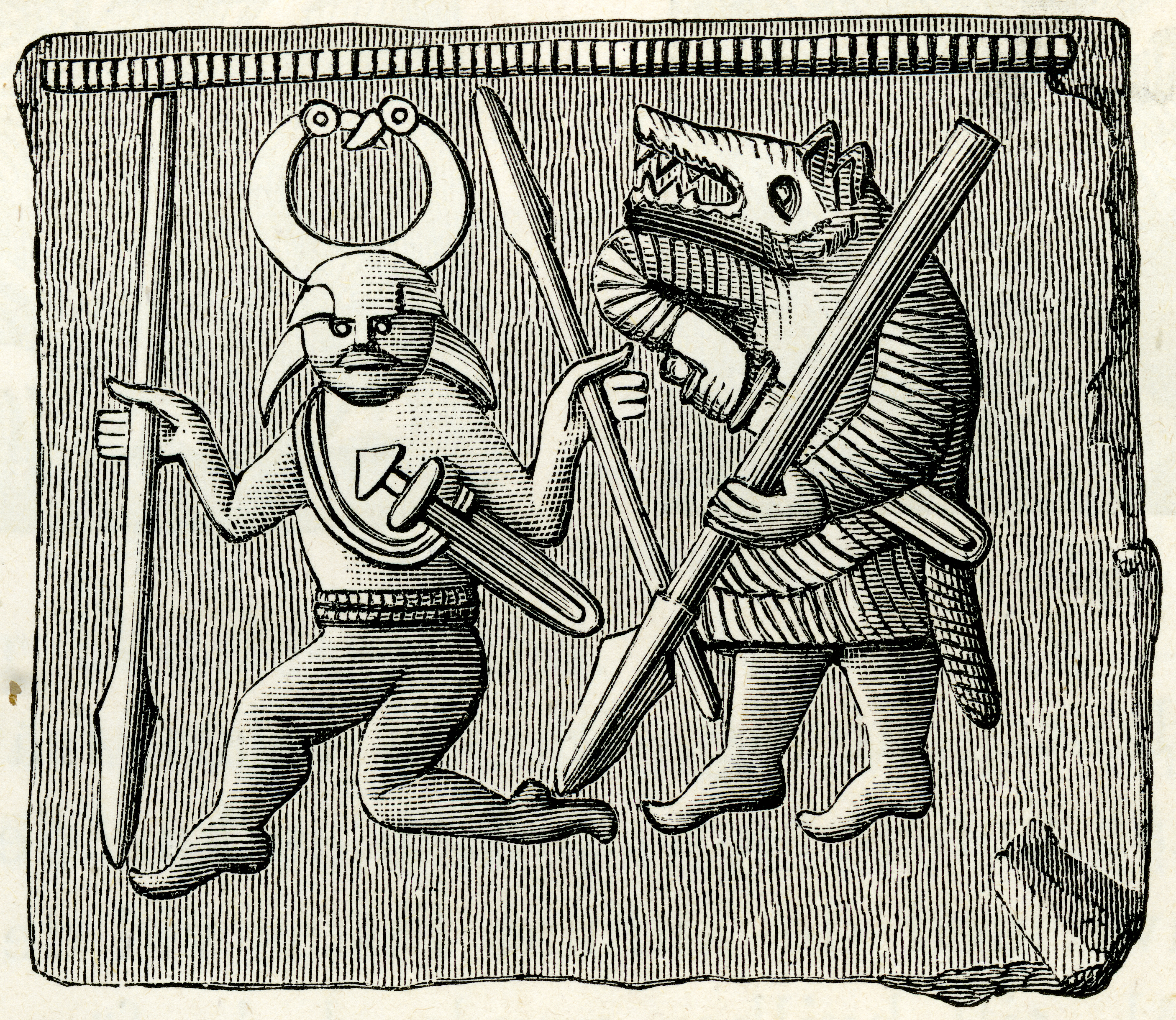
Två män, där den ena bär hög hjälmprydnad, två spjut och ett svärd. Den andre har en hjälm som liknar ett djurhuvud, bär spjut i vänster hand och medan högra handen vilar på svärdsfästet. Bådas svärd är i skidan.